# Heinz Brenner (Sportveranstalter)
Heinz Brenner (* 20. Dezember 1923 in Essen; † 19. Mai 2010 in Hamburg) war ein deutscher Sportveranstalter, -vermarkter und -funktionär.

## Leben
Brenner, ein gelernter Architekt und Sohn eines Küfers, zog 1945 nach Hamburg. Er wurde 1979 Gesamtleiter der Internationalen Deutschen Tennis-Meisterschaften im Hamburg-Rotherbaum, nachdem der Hamburger Tennis-Verband im selben Jahr die Ausrichtung der Veranstaltung übernommen hatte. 1980 trat er das Amt des Vorsitzenden des Hamburger Tennis-Verbands an, übte dieses bis 1992 aus und war später Ehrenpräsident des Verbands. Unter seiner Leitung wurde das Preisgeld des Turniers am Rothenbaum Anfang der 1980er Jahre deutlich erhöht, der Ausbau der Tennisanlage eingeleitet und er holte Jo Brauner an den Rothenbaum, der bei dem Turnier jahrelang als Stadionsprecher tätig war. Nach Einschätzung des Hamburger Abendblatts machte Brenner „aus einem Provinzturnier eine Attraktion von Weltniveau“. Er gab die Gesamtleitung der Veranstaltung 1991 ab. Er war ebenfalls Leiter des am Rothenbaum veranstalteten Damen-Tennisturniers. Brenner war bereits in den 1980er Jahren ein Verfechter des Baus einer großen Veranstaltungshalle in Hamburg, die erst 2002 mit der Color-Line-Arena kam.
Brenner gehörte zu den Begründern des erstmals 1986 ausgetragenen Hamburg-Marathons, er war bis 1996 für die Vermarktung der Laufveranstaltung zuständig. Im Reitsport war er ebenfalls tätig: Brenner war ab 1982 Gesellschafter der Hamburger Trabrenngesellschaft (HTRG) und ab 1985 auch HTRG-Vorsitzender, als solcher für den Betrieb der Trabrennbahn in Hamburg-Bahrenfeld zuständig, und war Mitorganisator des Deutschen Derbys. Im Januar 1993 endete mit Brenners Rücktritt seine Amtszeit bei der HTRG. Er entwickelte Mitte der 1980er Jahre die Idee des Baus einer Doppelrennbahn für Galopp- und Trabrennsport auf der Rennbahn in Hamburg-Horn. Er veranstaltete in Hamburg in den 1980er Jahren auch ein Profi-Radrennen und 1986 in Kiel einen Tennis-Schaukampf zwischen Boris Becker und Yannick Noah. Im August 1989 organisierte Brenner im Auftrag der Stadt Hamburg das Fußballturnier Hafenpokal, an dem der Hamburger SV, der FC St. Pauli, Dynamo Dresden und Flamengo Rio de Janeiro teilnahmen und für den unter anderem wegen geringen Zuschaueraufkommens und hoher Antrittsgelder ein hoher Verlust verbucht wurde.
Die Zeitung Die Welt bezeichnete ihn 1986 als einen „der großen Sport-Promoter in Deutschland“, Die Tageszeitung stufte ihn 1989 als „größten Sportorganisator Hamburgs“ ein.
Brenner war zweifacher Vater und wohnhaft im Hamburger Stadtteil Groß Flottbek. Er wurde auf dem Friedhof Ohlsdorf beigesetzt. Die Grabstätte liegt westlich von Kapelle 2 im Planquadrat V 15.